# Lorenz Bösken
Lorenz Bösken (* 31. März 1891 in Geldern; † 8. September 1967 in Düsseldorf) war ein deutscher Maler des Expressionismus, der auch Mosaiken fertigte und als Glaskünstler arbeitete.

## Leben
Bösken begann zunächst ein Studium an der Kunstgewerbeschule in Krefeld bei  Thorn Prikker, bevor er dieses an der Kunstakademie Düsseldorf von 1907 bis 1918 fortsetzte. Dort war er Meisterschüler, unter anderem bei Franz Kiederich. Während dieser Zeit nahm er Studienaufenthalte in Rom, Paris, Florenz und München wahr. 1918 wurde er der Akademie verwiesen, nachdem er als Studentensprecher für ein Mitspracherecht der Studenten eingetreten war.
Bösken war Mitglied des Mutter-Ey-Kreises und der Künstlervereinigung Das Junge Rheinland.
Während der nationalsozialistischen Herrschaft hatte er Ausstellungsverbot, und 1937 wurde in der Aktion „Entartete Kunst“ aus den Kunstsammlungen der Stadt Düsseldorf sein Tafelbild Sonnenaufgang (um 1920) beschlagnahmt und vernichtet. Er konnte aber weiter malen und verkaufen. 1943 fiel sein Atelier mit fast 400 Werken einem Bombenangriff zum Opfer.
Böskens Motive reichen von Landschaften, Stadtansichten und Porträts bis zu religiösen Themen und expressionistischen Figuren, nicht selten mit Pferden. Charakteristisch sind seine Bilder von Arbeitern, z. B. in Stahlwerken oder beim Eisenbahnbau.
Werke des hauptsächlich in Düsseldorf tätigen Künstlers sind in öffentlichen Räumen wie etwa im Rathaus Essen-Stoppenberg oder in der Kirche St. Peter in Duisburg-Rheinhausen (Triptychon Werden – Sein – Vergehen, Mosaik) und in den städtischen Kunstsammlungen von Düsseldorf zu finden.

## Werke (Auswahl)
- Hafen von Cassis[5]
- Stierkampfarena[6]
- Ballspieler[6]
- Ekstatische Figuren, 1920[6]
- Ohne Titel (Zwei Akte vor Stadtlandschaft)[7]
- Reiter, 1920er Jahre[6]
- Ende einer Hamsterfahrt, um 1946[8]
- Stopfenstraße bei Mannesmann, 1950
- Knabe mit Malbuch, 1937[9] (Porträt von Hans Ell, 1931–2018, Architekt und Möbeldesigner)